# Callicebus caquetensis
Callicebus caquetensis  (Тіті какетський) — рід широконосих мавп родини Сакієві (Pitheciidae), ендемік Колумбії знайдений в департаменті Какета.

## Опис
Його хутро, як правило, коричневого кольору, з більш світлим хвостом і каштаново-червоним низом, шиєю та щоками. Має руду бороду. Диплоїдне число хромосом, 2n = 46. Вид схожий на Callicebus ornatus і Callicebus discolor за винятком того, що не має білої смуги на лобі, й руки і ноги не білі як у C. ornatus.

## Поширення
Цей вид зустрічається в східній Колумбії. Виявлений у порушених вологих тропічних низинних лісових фрагментах, часто в оточенні пасовищ і низької болотистої землі.

## Спосіб життя
Усі 13 досліджених груп складалися з одного дорослого самця, однієї дорослої самиці й від одного до чотирьох незрілих мавп. Це узгоджується з іншими видами роду. Як і інші види Тіті вони моногамні й пара народжує близько однієї дитини в рік. Дітям роблять муркотливий шум схожий на кішок, коли вони задоволені. Раціон, як правило, складається в основному з фруктів, листя — другий найбільш важливий пункт їжі, і насінням складає лише невелику частину раціону.

## Загрози та охорона
Знаходиться у великий небезпеці через фрагментацію середовища проживання і невелику чисельність населення. Поки що не знайдений в охоронних районах.